# Silsjön
Silsjön är en sjö i Strömsunds kommun i Ångermanland och ingår i Ångermanälvens huvudavrinningsområde. Sjön är 19,4 meter djup, har en yta på 1,92 kvadratkilometer och befinner sig 198 meter över havet. Sjön avvattnas av vattendraget Fjällsjöälven (Sannarån).

## Delavrinningsområde
Silsjön ingår i det delavrinningsområde (707226-153037) som SMHI kallar för Utloppet av Silsjön. Medelhöjden är 234 meter över havet och ytan är 13,07 kvadratkilometer. Räknas de 878 avrinningsområdena uppströms in blir den ackumulerade arean 7 534,14 kvadratkilometer. Fjällsjöälven (Sannarån) som avvattnar avrinningsområdet har biflödesordning 2, vilket innebär att vattnet flödar genom totalt 2 vattendrag innan det når havet efter 131 kilometer. Avrinningsområdet består mestadels av skog (68 procent). Avrinningsområdet har 1,89 kvadratkilometer vattenytor vilket ger det en sjöprocent på 14,5 procent.